# Liechtenstein i olympiska spelen
Liechtenstein har deltagit i 32 olympiska spel (17 vinter, 15 sommar) sedan 1936.
Liechtenstein har tagit totalt tio medaljer, alla dessa har tagits i alpin skidåkning. Det gör Liechtenstein till den enda nationen som har tagit alla sina OS-medaljer i vinter-OS.  Sju av medaljerna har vunnits av samma familj: Hanni Wenzel, hennes bror Andreas Wenzel och hennes dotter Tina Weirather.  Två andra medaljer har vunnits av ett annat syskonpar: bröderna Willi och Paul Frommelt.

## Medaljer
| Guld | Silver | Brons | Totalt antal medaljer |
| ---- | ------ | ----- | --------------------- |
| 2    | 2      | 6     | 10                    |

### Samtliga medaljörer
| Gren                                 | Spel        | Namn           | Guld | Silver | Brons |
| Alpin skidåkning, Slalom, herrar     | 1976 vinter | Willi Frommelt |      |        | X     |
| Alpin skidåkning, Slalom, damer      | 1976 vinter | Hanni Wenzel   |      |        | X     |
| Alpin skidåkning, Storslalom, damer  | 1980 vinter | Hanni Wenzel   | X    |        |       |
| Alpin skidåkning, Slalom, damer      | 1980 vinter | Hanni Wenzel   | X    |        |       |
| Alpin skidåkning, Störtlopp, damer   | 1980 vinter | Hanni Wenzel   |      | X      |       |
| Alpin skidåkning, Storslalom, herrar | 1980 vinter | Andreas Wenzel |      | X      |       |
| Alpin skidåkning, Storslalom, herrar | 1984 vinter | Andreas Wenzel |      |        | X     |
| Alpin skidåkning, Slalom, damer      | 1984 vinter | Ursula Konzett |      |        | X     |
| Alpin skidåkning, Slalom, herrar     | 1988 vinter | Paul Frommelt  |      |        | X     |
| Alpin skidåkning, Super-G, damer     | 2018 vinter | Tina Weirather |      |        | X     |